# Against All Odds (Take a Look at Me Now)
"Against All Odds (Take a Look at Me Now)" är en sorgsen ballad om olycklig kärlek. Låten är skriven av Phil Collins och ursprungligen framförd av honom som filmmusik till filmen Mot alla odds ("Against All Odds"). Den släpptes på singel i februari 1984. Senare har andra artister och grupper gjort covers på den. Låtens jag-person blir lämnad av någon han älskar och ackompanjerad av ett piano sjunger han ut sin sorg och besvikelse för denna. Rob Mounsey spelade piano och keyboardbas, medan Phil Collins själv sjöng och spelade trummor, och Arif Mardin skötte stråkarrangemanget. 
Många kan känna igen låten som Take a Look at Me Now, vilket är de ord som inleder refrängen. Välkänd i mångas öron är också den återkommande pianoslinga som hörs inför varje vers och i avslutningen. Against All Odds är ganska kort för att vara en låt av det här slaget - under tre och en halv minut. Against All Odds har även spelats in som cover av pojkbandet Westlife tillsammans med Mariah Carey. Den versionen släpptes på singel den 18 september år 2000 och är Westlifes sjätte officiella singel. Mariah Carey gav år 2000 även ut en egen version av låten.

## Listplacering

### Phil Collins
| Lista (1984)  | Topplacering |
| ------------- | ------------ |
| Frankrike     | 20           |
| Nederländerna | 12           |
| Norge         | 1            |
| Nya Zeeland   | 3            |
| Schweiz       | 4            |
| Sverige       | 1            |
| Österrike     | 13           |

### Mariah Carey
| Lista (2000)        | Topplacering |
| ------------------- | ------------ |
| Belgien (Flandern)  | 26           |
| Belgien (Vallonien) | 15           |
| Kanada              | 22           |
| Frankrike           | 18           |
| Italien             | 17           |
| Nederländerna       | 20           |
| Norge               | 2            |
| Schweiz             | 20           |
| Tyskland            | 29           |

### Mariah Carey & Westlife
| Lista (2000-2001)   | Topplacering |
| ------------------- | ------------ |
| Belgien (Flandern)  | 20           |
| Belgien (Vallonien) | 31           |
| Frankrike           | 18           |
| Italien             | 17           |
| Japan               | 78           |
| Nederländerna       | 20           |
| Norge               | 2            |
| Schweiz             | 20           |
| Storbritannien      | 1            |
| Sverige             | 3            |

### Fotnoter
1. ↑  ”Arkiverade kopian”. Arkiverad från originalet den 5 december 2008. https://web.archive.org/web/20081205012655/http://www.chartwatch.co.uk/TopTen/acts/act01616.htm. Läst 20 oktober 2009.
2. ↑  ”Listplacering”. http://lescharts.com/showitem.asp?interpret=Phil+Collins&titel=Against+All+Odds+%28Take+A+Look+At+Me+Now%29&cat=s. Läst 6 maj 2011.
3. ↑  ”Listplacering”. http://dutchcharts.nl/showitem.asp?interpret=Phil+Collins&titel=Against+All+Odds+%28Take+A+Look+At+Me+Now%29&cat=s. Läst 6 maj 2011.
4. ↑  ”Listplacering”. http://norwegiancharts.com/showitem.asp?interpret=Phil+Collins&titel=Against+All+Odds+%28Take+A+Look+At+Me+Now%29&cat=s. Läst 6 maj 2011.
5. ↑  ”Listplacering”. Arkiverad från originalet den 17 oktober 2008. https://web.archive.org/web/20081017193051/http://charts.org.nz/showitem.asp?interpret=Phil+Collins&titel=Against+All+Odds+%28Take+A+Look+At+Me+Now%29&cat=s. Läst 6 maj 2011.
6. ↑  ”Listplacering”. http://hitparade.ch/showitem.asp?interpret=Phil+Collins&titel=Against+All+Odds+%28Take+A+Look+At+Me+Now%29&cat=s. Läst 6 maj 2011.
7. ↑  ”Listplacering”. http://swedishcharts.com/showitem.asp?interpret=Phil+Collins&titel=Against+All+Odds+%28Take+A+Look+At+Me+Now%29&cat=s. Läst 6 maj 2011.
8. ↑  ”Listplacering”. http://austriancharts.at/showitem.asp?interpret=Phil+Collins&titel=Against+All+Odds+%28Take+A+Look+At+Me+Now%29&cat=s. Läst 6 maj 2011.
9. ↑  Belgian Flanders Singles Chart
10. ↑  Belgian Wallonia Singles Chart
11. ↑  ”Canadian Singles Chart”. Arkiverad från originalet den 30 juli 2023. https://web.archive.org/web/20230730033526/https://www.canoe.ca/music-soundscan-charts-singles/. Läst 6 maj 2011.
12. ↑  French Singles Chart
13. ↑  Italian Singles Chart
14. ↑  Dutch Singles Chart
15. ↑  Norwegian Singles Chart
16. ↑  Swiss Singles Chart
17. ↑  German Singles Chart Arkiverad 17 oktober 2010 hämtat från the Wayback Machine.
18. ↑  ”Listplacering”. http://www.ultratop.be/nl/showitem.asp?interpret=Mariah+feat%2E+Westlife&titel=Against+All+Odds&cat=s. Läst 6 maj 2011.
19. ↑  ”Listplacering”. http://www.ultratop.be/fr/showitem.asp?interpret=Mariah+feat%2E+Westlife&titel=Against+All+Odds&cat=s. Läst 6 maj 2011.
20. ↑  ”Listplacering”. http://lescharts.com/showitem.asp?interpret=Mariah+Carey&titel=Against+All+Odds&cat=s. Läst 6 maj 2011.
21. ↑  ”Listplacering”. http://italiancharts.com/showitem.asp?interpret=Mariah+Carey&titel=Against+All+Odds&cat=s. Läst 6 maj 2011.
22. ↑  Japanese Singles Chart
23. ↑  ”Listplacering”. http://dutchcharts.nl/showitem.asp?interpret=Mariah+feat%2E+Westlife&titel=Against+All+Odds&cat=s. Läst 6 maj 2011.
24. ↑  ”Listplacering”. http://norwegiancharts.com/showitem.asp?interpret=Mariah+Carey&titel=Against+All+Odds&cat=s. Läst 6 maj 2011.
25. ↑  ”Listplacering”. http://hitparade.ch/showitem.asp?interpret=Mariah+Carey&titel=Against+All+Odds&cat=s. Läst 6 maj 2011.
26. ↑  UK Singles Chart
27. ↑  ”Listplacering”. http://swedishcharts.com/showitem.asp?interpret=Mariah+feat%2E+Westlife&titel=Against+All+Odds&cat=s. Läst 6 maj 2011.